# Monterella tuberculata
Monterella
Genre
Espèce
Monterella tuberculata, unique représentant du genre Monterella, est une espèce d'opilions laniatores de la famille des Stygnopsidae.

## Distribution
Cette espèce est endémique du Nuevo León au Mexique. Elle se rencontre vers San Pedro Garza García et Santiago.

## Description
Le mâle holotype mesure 4,4 mm.

## Publication originale
- Goodnight & Goodnight, 1944 : « More Phalangida from Mexico. » American Museum Novitates, no 1249, p. 1–13 (texte intégral).